# Lliga veneçolana de futbol
La lliga veneçolana de futbol, la màxima categoria de la qual s'anomena Primera división del fútbol venezolano, és la màxima competició futbolística de Veneçuela. És organitzada per la Federación Venezolana de Fútbol.
Actualment es divideix en dos torneigs, el Torneo Apertura (disputat la segona meitat d'any) i el Torneo Clausura (la primera meitat de l'any següent). els dos campions s'enfronten en una final a doble partit (anada i tornada) per definir el campió nacional.
El primer campionat amateur es disputà el 1921, mentre que el 1957 es disputà el primer campionat professional.

## Historial
Font:

 Era Amateur 
- 1921:  América FBC (1)
- 1922:  Centro Atlético SC (1)
- 1923:  América FBC (2)
- 1924:  Centro Atlético SC (2)
- 1925:  Loyola SC (1)
- 1926:  Centro Atlético SC (3)
- 1927:  Venzóleo (1)
- 1928:  Deportivo Venezuela (1)
- 1929:  Deportivo Venezuela (2)
- 1930:  Centro Atlético SC (4)
- 1931:  Deportivo Venezuela (3)
- 1932:  Unión SC (1)
- 1933:  Deportivo Venezuela (4)
- 1934:  Unión SC (2)
- 1935:  Unión SC (3)
- 1936:  Dos Caminos SC (1)
- 1937:  Dos Caminos SC (2)
- 1938:  Dos Caminos SC (3)
- 1939:  Unión SC (4)
- 1940:  Unión SC (5)
- 1941:  Litoral FC (1)
- 1942:  Dos Caminos SC (4)
- 1943:  Loyola SC (2)
- 1944:  Loyola SC (3)
- 1945:  Dos Caminos SC (5)
- 1946:  Deportivo Español (1)
- 1947:  Unión SC (6)
- 1948:  Loyola SC (4)
- 1949:  Dos Caminos SC (6)
- 1950:  Unión SC (7)
- 1951:  Universidad Central (1)
- 1952:  La Salle FC (1)
- 1953:  Universidad Central (2)
- 1954:  Deportivo Vasco (1)
- 1955:  La Salle FC (2)
- 1956:  Banco Obrero (1)

 Era Professional 
- 1957:  Universidad Central (3)
- 1958:  Deportivo Portugués (1)
- 1959:  Deportivo Español (2)
- 1960:  Deportivo Portugués (2)
- 1961:  Deportivo Italia (1)
- 1962:  Deportivo Portugués (3)
- 1963:  Deportivo Italia (2)
- 1964:  Deportivo Galicia (1)
- 1965:  Lara FC (1)
- 1966:  Deportivo Italia (3)
- 1967:  Deportivo Portugués (4)
- 1968:  Unión Deportivo Canarias (1)
- 1969:  Deportivo Galicia (2)
- 1970:  Deportivo Galicia (3)
- 1971:  Valencia FC (1)
- 1972:  Deportivo Italia (4)
- 1973:  Portuguesa Fútbol Club (1)
- 1974:  Deportivo Galicia (4)
- 1975:  Portuguesa Fútbol Club (2)
- 1976:  Portuguesa Fútbol Club (3)
- 1977:  Portuguesa Fútbol Club (4)
- 1978:  Portuguesa Fútbol Club (5)
- 1979:  Deportivo Táchira (1)
- 1980:  Estudiantes de Mérida (1)
- 1981:  Deportivo Táchira (2)
- 1982:  Atlético San Cristóbal (1)
- 1983:  Universidad de Los Andes (1)
- 1984:  Deportivo Táchira (3)
- 1985:  Estudiantes de Mérida (2)
- 1986:  Unión Atlético Táchira (4)¹
- 1986-87:  Sport Maritimo (1)
- 1987-88:  Sport Maritimo (2)
- 1988-89:  Mineros de Guayana (1)
- 1989-90:  Sport Maritimo (3)
- 1990-91:  Universidad de Los Andes (2)
- 1991-92:  Caracas FC (1)
- 1992-93:  Sport Maritimo (4)
- 1993-94:  Caracas FC (2)
- 1994-95:  Caracas FC (3)
- 1995-96:  Minervén FC (1)
- 1996-97:  Caracas FC (4)
- 1997-98:  Atlético Zulia (1)
- 1998-99:  Deportivo Italchacao (5)
- 1999-00:  Deportivo Táchira (5)
- 2000-01:  Caracas FC (5)
- 2001-02:  Nacional Táchira (1)
- 2002-03:  Caracas FC (6)
- 2003-04:  Caracas FC (7)
- 2004-05:  Unión Atlético Maracaibo (1)
- 2005-06:  Caracas FC (8)
- 2006-07:  Caracas FC (9)
- 2007-08:  Deportivo Táchira (6)
- 2008-09:  Caracas FC (10)
- 2009-10:  Caracas FC (11)
- 2010-11:  Deportivo Táchira (7)
- 2011-12:  Deportivo Lara (1)
- 2012-13:  Zamora FC (1)
- 2013-14:  Zamora FC (2)
- 2014-15:  Deportivo Táchira (8)
- 2015:  Zamora FC ²
- 2016:  Zamora FC (3)
- 2017:  Monagas (1)
- 2018:  Zamora FC (4)
- 2019:  Caracas FC (12)
- 2020:  Deportivo La Guaira (1)
- 2021:  Deportivo Táchira (9)
- 2022:  Metropolitanos FC (1)
- 2023:  Deportivo Táchira (10)
- 2024:  Deportivo Táchira (11)

¹ El Deportivo Táchira s'anomenà Unión Atlético Táchira des de 1986 fins a 1999 després de la fusió amb l'Atlético San Cristóbal.

² Torneig d'Adequació, no compta dins de l'historial.

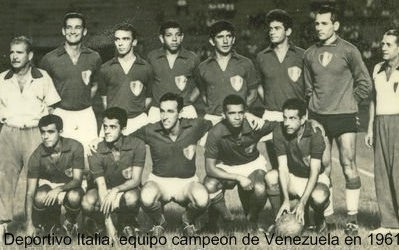
Deportivo Italia (1961).

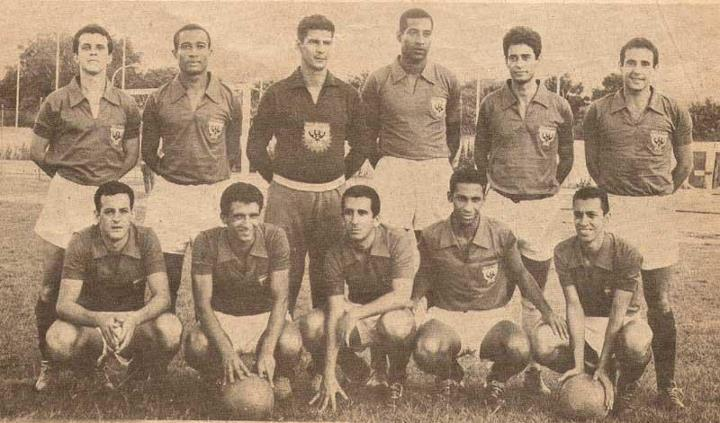
Valencia FC (1965).

|  |  |  |